# Радеке, Роберт
Роберт Радеке (нем. Robert Radecke; 31 октября 1830, Дитмансдорф, Нижняя Силезия (ныне Дзечморовице в Нижнесилезском воеводстве Польши) — 21 июня 1911, Вернигероде) — немецкий композитор, дирижёр и музыкальный педагог, скрипач, пианист. Отец Эрнста Радеке.

## Биография
Начинал учиться музыке у Петера Люстнера. Затем окончил Лейпцигскую консерваторию, где был учеником Юлиуса Рица (композиция), Игнаца Мошелеса (фортепиано) и Фердинанда Давида (скрипка). В Лейпциге Радеке был членом оркестра Гевандхауза и лишь спустя два года после окончания учёбы в 1852 году стал вице-директором певческой академии и в 1853 году — капельмейстером городского театра. 
С 1855 года жил и работал, главным образом, в Берлине. Выступал как пианист, играл вторую скрипку в квартете Фердинанда Лауба. С 1858 г. дирижировал абонементными концертами, в 1863—1887 гг. капельмейстер придворной оперы. После смерти Юлиуса Штерна в 1883 г. в течение пяти лет возглавлял созданную им Консерваторию Штерна, в 1892—1907 гг. директор Королевского института церковной музыки. В композиторском наследии Радеке — симфония фа мажор, увертюры «На берегу» (нем. Am Strande) и «Король Иоганн», хоровая и камерная музыка, песни.
Брат Рудольф Радеке (1829—1893) — хоровой дирижёр.